# Петър Цуцуманов
Петър Цуцуманов е български просветен деец, книжар и политик от първата половина на XX век.

## Биография
Роден е в разложкото градче Мехомия. Работи като учител и като книжар. Основател е на Популярната банка в града. Избран е на изборите на 29 май 1927 година за депутат с общогражданската листа на Демократическата партия от Горноджумайска избирателна околия. На 17 юли 1927 година народните представители от Горноджумайска, Неврокопска и Петричка околия в частно заседание се обособяват в отделна парламентарна група с председател д-р Иван Каранджулов и секретар Ангел Узунов, запасен член на Задграничното представителство на ВМРО.